# Tristão Vaz Teixeira
Tristão Vaz Teixeira (1395–1480) portugál (egyesek szerint szülei angolok voltak) tengerész és felfedező, Tengerész Henrik lovagja. Eredeti neve Tristão Vaz volt, a Teixeira utónevet akkor vette föl, amikor feleségül vette Branca Teixeirát.
Bartolomeu Perestrelóval együtt részt vett a Madeira-szigetek birtokba vételére indított expedíciókban (1418–1420), amiket João Gonçalves Zarco vezetett. Ezután Tengerész Henrik Madeira nyugati felének kormányzójává tette (a sziget keleti felét Zarco kapta). A szigetek betelepítését 1425-ben kezdték el. Hivatali visszaélés miatt 1452-ben minden tisztségéből felmentették, de később kegyelmet kapott.
1. 1 2  https://mairi.me/-/1009515